# 에반 애덤스

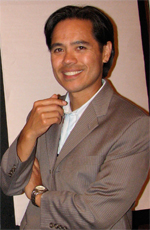

에번 애덤스(Evan Adams, 1966년 11월 15일 ~ )는 캐나다의 극작가, 배우이다.

## 영화
- 더 소우 - 해빙 (2009년)
- 스모크 시그널스 (1998년)